# Ostružiník řasnatý
Ostružiník řasnatý (Rubus plicatus) je rostlina z čeledi růžovitých.

## Popis
Je to keř s dvouletými až víceletými prýty, které dřevnatí. Jsou obloučnaté, poléhavé nebo plazivé, někdy šplhají v křoví a houštinách vzhůru mezi větvemi jiných stromů. Dotkne-li se špička obloučnaté větve půdy, obyčejně hned zakoření. Listy na nekvetoucích prýtech jsou dlanitě nebo znoženě pětičetné, řidčeji jen 3-4četné, často ostnité, složené z pilovitě zubatých, na líci lysých, chlupatých až šedobělavě plstnatých lístků. Listy kvetoucích prýtů jsou většinou 3-5četné. Květy skládají latnatá, často bohatá květenství, vyrůstající z paždí listů dvouletých prutů. Kalich je obyčejně plstnatý a korunní plátky jsou bílé nebo růžové. Semeníčky uzrávají v malé, černé a kulaté peckovičky. Kvete od května do srpna.

## Výskyt
Vyskytuje se v křovinách, lesích, na okrajích lesů, v pobřežních houštinách, na mýtinách, slunných stráních, u cest a na mezích. Roste v celé střední Evropě.

## Galerie

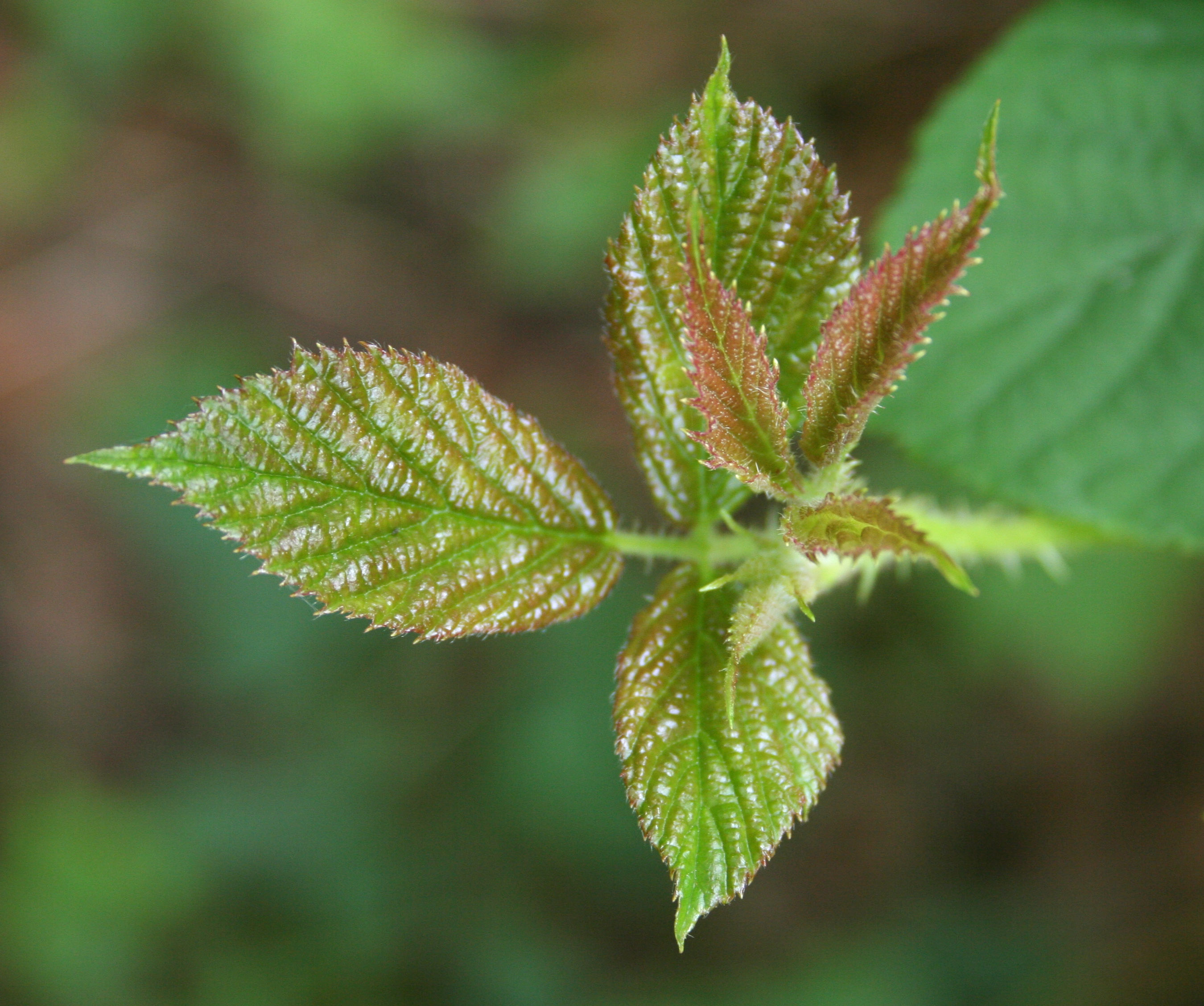
Detail listu
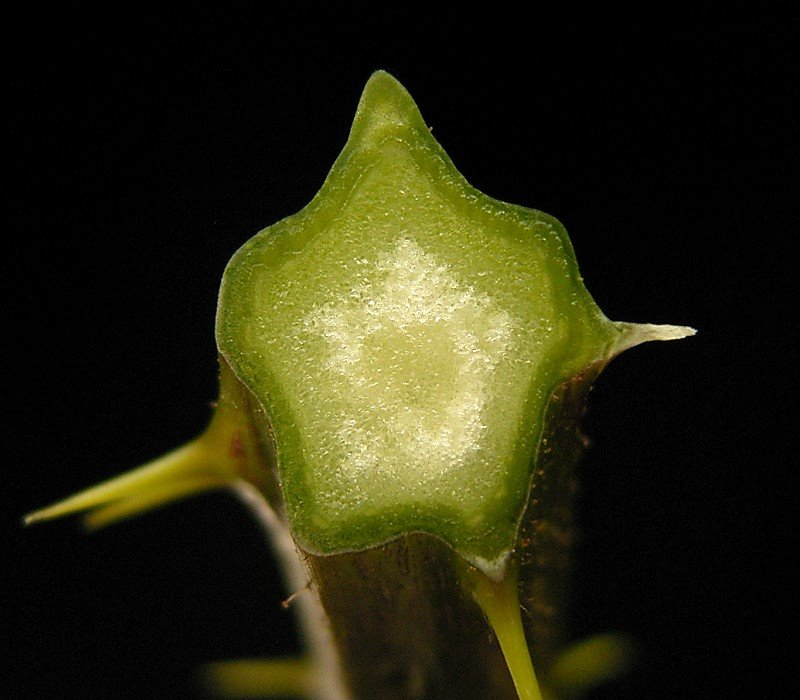
Řez stonkem
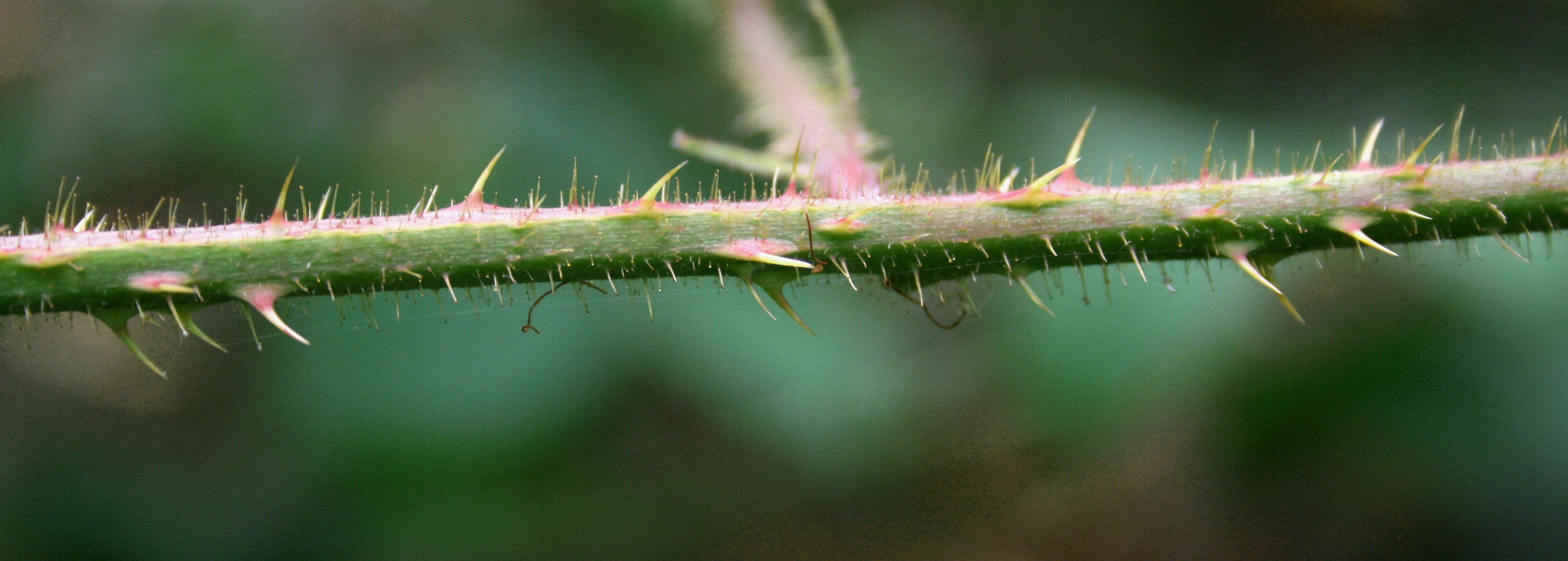
Ostny
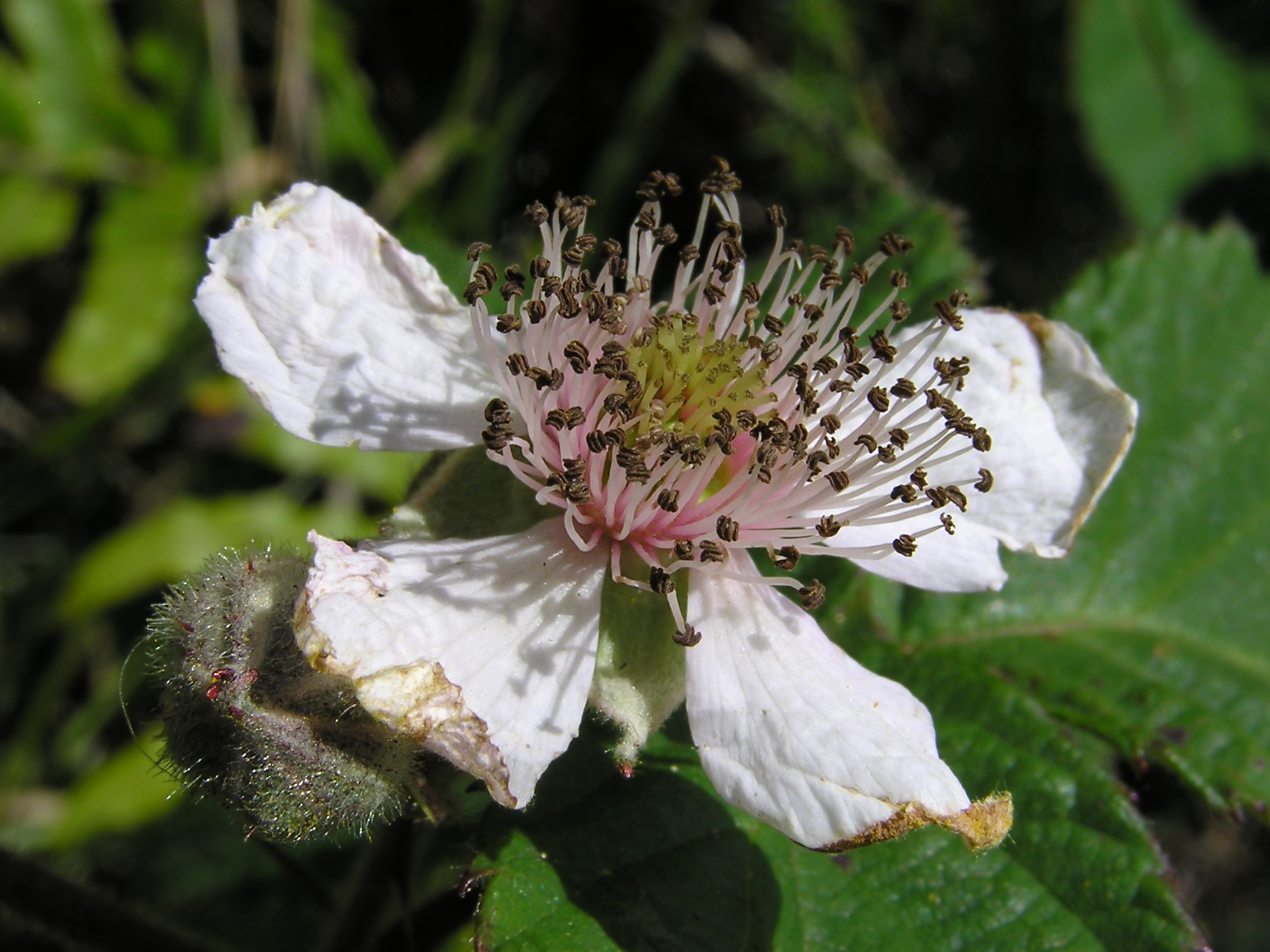
Detail bílého květu
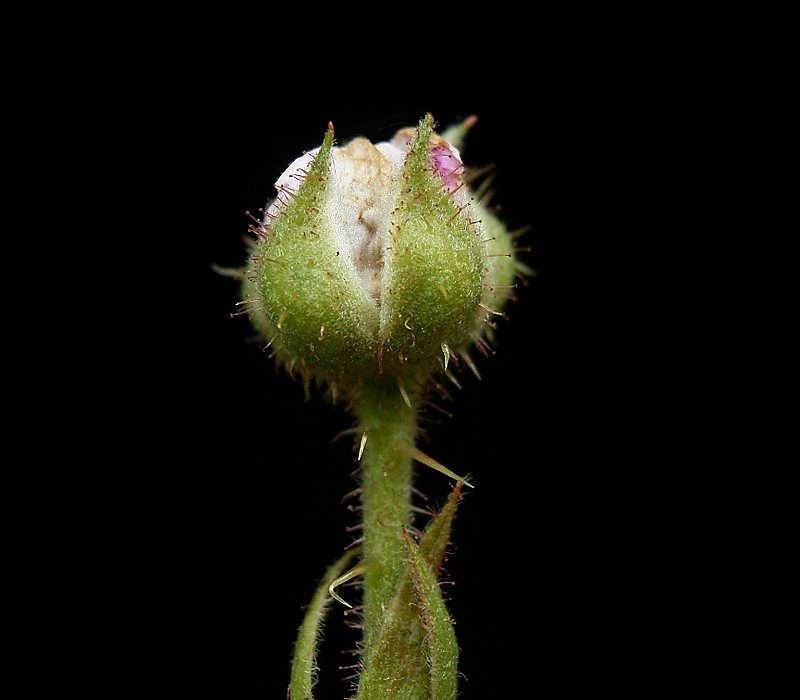
Detail ještě zavřeného květu
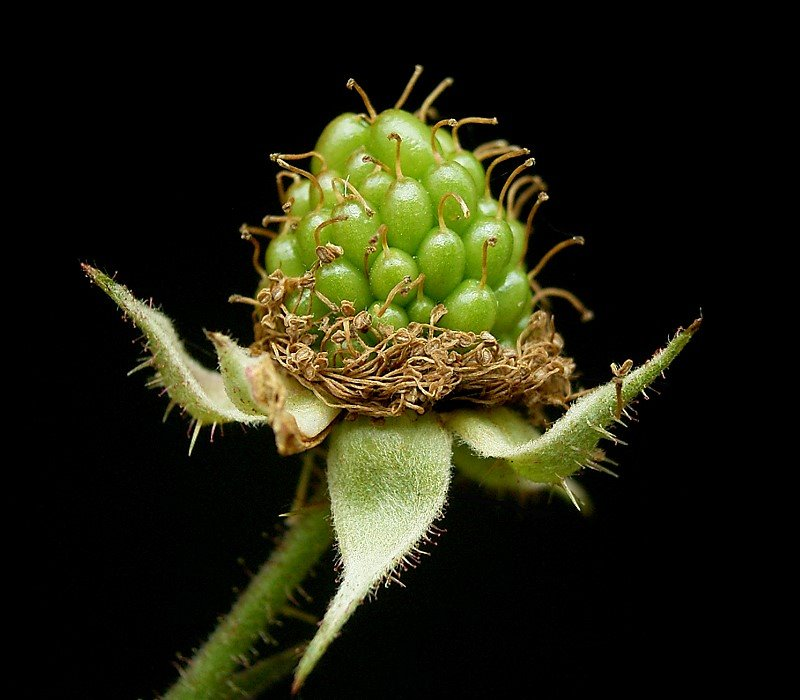
Nezralé souplodí
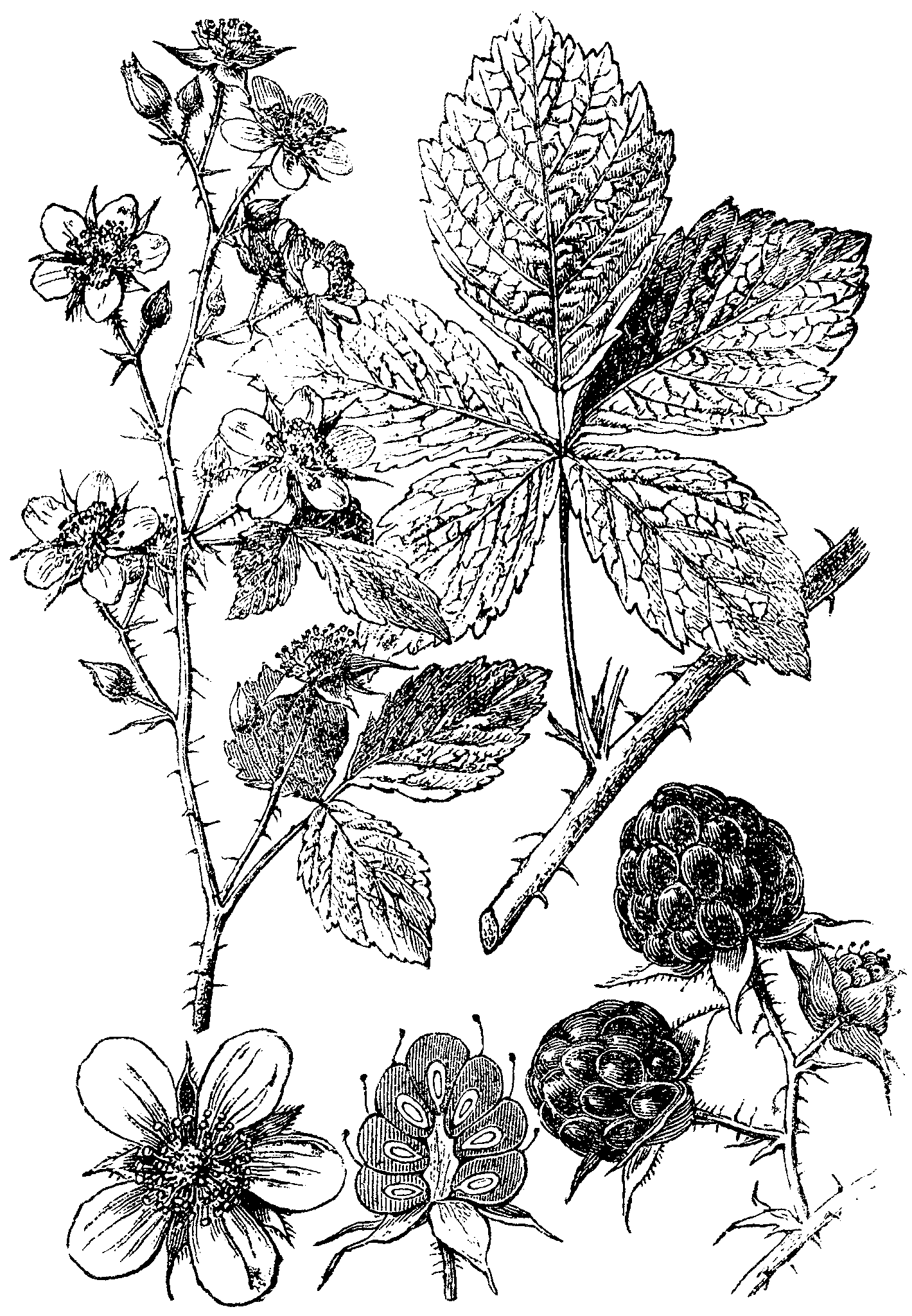
Odborný nákres